# Syndrome auto-immunitaire/inflammatoire induit par les adjuvants
 (mars 2012).
 Mise en garde médicale
Le syndrome auto-immunitaire/inflammatoire induit par les adjuvants (autoimmune (auto-inflammatory) syndrome induced by adjuvants - ASIA) est une proposition de syndrome regroupant quatre affections proches : la siliconose, le syndrome de la guerre du Golfe, la myofasciite à macrophages, et les réactions post-vaccinales.

## Description
Ce syndrome propose de regrouper plusieurs affections dont les signes et symptômes sont proches (la siliconose, le syndrome de la guerre du Golfe,, la myofasciite à macrophages, et les réactions post-vaccinales) et dont la cause pourrait notamment être un adjuvant vaccinal utilisé pour stimuler l'immunité tels les sels d'aluminium,,,. 
Yehuda Shoenfeld (en), immunologiste israélien à l'origine de cette définition récente (2010), propose les critères principaux suivants pour le diagnostic du syndrome auto-immunitaire induit par les adjuvants, :
- exposition à un stimulus externe (infection, vaccin, silicone, adjuvant) avant les manifestations cliniques.
- apparition de manifestations cliniques « typiques » :
  - myalgie, myosite, faiblesse musculaire,
  - arthralgie et/ou arthrite,
  - fatigue chronique, sommeil non réparateur ou troubles du sommeil,
  - manifestations neurologiques (en particulier associées à la démyélinisation),
  - troubles cognitifs, perte de mémoire,
  - fièvre (pyrexie), bouche sèche.
- la disparition de l’agent causal entraîne une amélioration.
- biopsie typique des organes impliqués.